# Lembach (Saldenburg)
Lembach ist ein Gemeindeteil der Gemeinde Saldenburg und eine Gemarkung im Landkreis Freyung-Grafenau, Bayern.
Das Dorf liegt beidseits der Kreisstraße FRG 11 rund zweieinhalb Kilometer westlich von Saldenburg auf der Gemarkung Lembach. Es gibt 2019 zwölf Wohngebäude.

## Geschichte
Lembach ist kirchlich seit jeher Teil der Pfarrei Preying. Am 1. Januar 1972 wurde die mit dem bayerischen Gemeindeedikt von 1818 errichtete selbständige Gemeinde mit den Ortschaften Lembach, Dießenstein, Ebersdorf, Furthsäge, Ohmühle, Preying, Rettenbach und Spitzingerreuth nach Saldenburg eingegliedert.